# Leptotarsus pulverosus
Leptotarsus pulverosus är en tvåvingeart som först beskrevs av Matsumura 1916.  Leptotarsus pulverosus ingår i släktet Leptotarsus och familjen storharkrankar. Inga underarter finns listade i Catalogue of Life.